# Synagoga Kohanim HaDintreisa w Haumat as-Suk
Synagoga Kohanim HaDintreisa w Haumat as-Suk (hebr. ‏בית הכנסת כהנים הדינתרייתא‎) – synagoga znajdująca się w Haumat as-Suk, na tunezyjskiej wyspie Dżerba, w dzielnicy Hara Kabira (pol. Duże getto).
Synagoga została nazwana imieniem antycznego żydowskiego miasteczka Djirt, obecnie zwanego Ar-Rijad, które znajduje się na południe od Haumat as-Suk. Obecnie synagoga jest cały czas czynna i służy lokalnej społeczności żydowskiej.